# Tornádo na smetišti
Tornádo na smetišti je argument používaný ke zpochybnění pravděpodobnosti abiogeneze a evolučního vývoje vyšších forem života. Tyto jevy jsou srovnávány s pravděpodobností, že by tornádo, které se prožene smetištěm, mohlo vytvořit kompletní a funkční Boeing 747. Původně jej použil Fred Hoyle ve své statistické analýze aplikované na biologickou evoluci, ale podobná pozorování Hoyla předcházejí a datují se až do dob Charlese Darwina. Ačkoli byl Hoyle sám ateistou, argument se od té doby stal oporou kritiky evoluce z pozic kreacionismu a inteligentního designu.
Argument je odmítán převážnou většinou biologů a odborné veřejnosti obecně. Z hlediska moderních evolučních teorií je samozřejmě pravděpodobnost náhlého vzniku pokročilých životních forem velmi nízká, evoluce nicméně postupovala v malých krocích v průběhu dlouhých časových intervalů. Celkový přechod na vyšší úroveň je možný, neboť každý jednotlivý krok zvyšuje šanci na přežití organismu, a 747 tedy není stvořena najednou, jak tvrdí argument tornáda na smetišti.

## Hoylův výrok
Podle Hoylovy analýzy je pravděpodobnost evolučního vzniku buněčného života zhruba 1:1040000, k čemuž sám Hoyle dodává:
| „            | Naděje, že by se vyšší formy života objevily tímto způsobem je srovnatelná s pravděpodobností, že se tornádu, které se přežene smetištěm, podaří z tamějších materiálů sestavit Boeing 747. | “ |
| — Fred Hoyle | |   |

To ostatně odráží i jeho postoje vyjádřené jinde:
| „            | Život v té podobě, v jaké jej známe, je závislý mimo jiné na přinejmenším 2000 různých enzymech. Jak by se mohlo slepým silám primární polévky podařit spojit dohromady správné chemické látky k vytvoření enzymů? | “ |
| — Fred Hoyle | |   |

Hoyle svůj argument použil k podpoře panspermie, teorie, podle níž pozemský život pochází z již dříve existujícího života ve vesmíru.

## Podrobnosti
Tornádo na smetišti vychází z evolučními biology převážně odmítaných argumentů nejpopulárnějších ve 20. letech 20. století, tedy ještě před vznikem moderní evoluční syntézy. Prvotním krokem sestavování argumentu je konstatování, že je fázový prostor obsahující některé biologické entity (jako jsou například lidé, funkční buňky, anebo oči) nesporně ohromný. Z obrovské velikosti fázového prostoru můžeme následně odvodit, že je pravděpodobnost evolučního vzniku takové entity mimořádně nízká.
Argumenty operující s tornádem na smetišti občas odkazují rovněž na tzv. Borelův zákon, který tvrdí, že se vysoce nepravděpodobné události nedějí. Obvyklou námitkou proti Borelovu zákonu je to, že pokud jsou všechny možné výsledky přirozeného procesu vysoce nepravděpodobné, je vysoce nepravděpodobný výsledek jistý. Ve skutečnosti by mělo být odkazováno na silný zákon velkých čísel, kreacionisté však namísto něj převzali jednoduché tvrzení dotýkající se teorie pravděpodobnosti a obsažené v Borelových knihách z posledních etap jeho života, a nazvali jej Borelovým zákonem.
Borelův zákon vlastně odpovídá celkové hranici pravděpodobnosti, která je ovšem při aplikaci na evoluci axiomaticky nesprávná. Celková hranice pravděpodobnosti předpokládá, že je událost, kterou se snažíme změřit, zcela náhodná, a někteří lidé tento argument využívají k důkazu nemožnosti evoluce, neboť její pravděpodobnost je podle nich hluboko pod úrovní celkové hranice pravděpodobnosti. Mylné je toto tvrzení proto, že evoluce není zcela náhodným procesem (jakým je kupříkladu genetický drift), ale postupuje s pomocí přírodního výběru.
Tornádo na smetišti je rovněž používáno v oblasti buněčné biochemie, kde je srovnatelné se starší větou o nekonečné opici, ovšem místo náhodného tvoření díla Williama Shakespeara je zde zpochybněna pravděpodobnost, že by proteinové molekuly mohly samy o sobě zcela náhodně vytvořit funkční sekvence aminokyselin. Argument neodráží rozdíl mezi komplexitou živého organismu, který je schopen rozmnožování (což mu umožňuje v průběhu času zvyšovat svoji komplexitu) a složitostí neživých objektů neschopných reprodukce (jakými je například množství dílů potřebných k výrobě Boeingu 747). Právě kvůli tomuto podstatnému rozdílu se celá analogie hroutí.
| „                                                                                                | Tito lidé, Freda nevyjímaje, se dopustili následujících omylů: 1. Vypočítali pravděpodobnost vzniku "moderního" proteinu, nebo dokonce celé baktérie se všemi "moderními" proteiny na základě náhodných pocesů. To ovšem nemá s teorií abiogeneze nic společného. 2. Domnívali se, že k životu je nutné konkrétní množství proteinů s jasně danou sekvencí každého znich. 3. Spočítali pravděpodobnost po sobě následujících, namísto souběžně probíhajících pokusů. 4. Nepochopili, co je myšleno výpočtem pravděpodobnosti. 5. Podhodnotili počet funkčních enzymů či ribosomů obsažených ve skupině náhodných sekvencí. | “ |
| — z článku Iana Musgraveho Lži, zatracené lži, statistika a výpočty pravděpodobnosti abiogeneze. | |   |

## Přijetí
Tornádo na smetišti je evolučními biology odmítáno, neboť, jak upozornil John Maynard Smith:
| „ | žádný biolog si nepředstavuje, že by složité struktury mohly vzniknout v jediném kroku. | “ |

 Moderní evoluční syntéza vysvětluje vznik složitých buněčných struktur na základě analýzy přechodných kroků potřebných k vytvoření předbuněčného života. Právě tyto mezikroky jsou z kreacionistických argumentů vynechány, což vede k nadhodnocení nepravděpodobnosti celého procesu.
Hoylův argument je oporou kreacionistického, inteligentně-designerského, orthogenetického a dalších protievolučních postojů, byl však Richardem Dawkinsem v jeho knihách Slepý Hodinář a Výstup na horu nepravděpodobnosti označen za bludný. Dawkins argumentuje, že je existence Boha, jenž by byl při theistickém použití Hoylova argumentu nepřímo zodpovědný za vznik života, ještě podstatně nepravděpodobnější, nežli vznik života samovolnou cestou, a to dokonce i když uznáme Hoylovy předpoklady. Dawkins svůj protiargument detailně rozepisuje v knize Boží blud, kde popisuje Boha jako konečný gambit Boeingu 747.